# 伊藤榮子
伊藤 榮子（いとう えいこ、1946年11月8日 - ）は、日本の女優。本名は河原崎 榮子。兵庫県宝塚市出身。身長156cm、体重53kg。梅花学園高校卒業。アネモイエンタテインメント所属（メンバー）。別名義は河原崎 有稀。

## 来歴
1963年、『姿三四郎』（フジテレビ、主演：倉丘伸太郎）で芸能界デビュー。
1965年、日本電波映画製作のテレビ映画『柔道水滸伝』（フジテレビ、主演：平井昌一）に出演する。1965年 - 1966年読売テレビの連続大河ドラマ「長流」（島本久恵原作）の主演で、京都市民映画祭主演女優賞受賞。
1970年、河原崎長一郎と結婚（以後、夫とは「おしどり夫婦」としてトーク番組等で共演する機会が多かった）。
1986年、『嫁と呼ばないで』で18年振りに主役を務めた。
2003年9月19日、夫が急性心不全のため64歳で死去。
中国語を習得しており、中国人留学生と交流があり、京劇を日本に紹介する活動も行っている。

## 人物
特技は日本舞踊。
義弟・河原崎建三の妻・大川栄子とは本名および読み（河原崎 栄子、かわらさき えいこ）が全く同じである。

## 出演

### テレビドラマ
- 姿三四郎（1963年、CX）
- 長流（1965年 - 1966年、読売テレビ、島本久恵原作）
- 明治天皇 第一部、（1966年、YTV） - 皇后
- 素顔の青春（1967年、NHK総合）
- 銭形平次（CX）
  - 第60話「帰って来た男」（1967年） - お玉
  - 第114話「山刃の掟」（1968年） - おゆき
  - 第141話「金色の指」（1969年） - おきみ
  - 第209話「女が消えた」（1970年） - お小夜
- 風 第20話「小指のない武士」（1968年、TBS）
- 三匹の侍 第5シリーズ 第25話「愛憎三猿」（1968年、CX） - たえ
- 大奥（1968年、KTV） - お玉の方(後の桂昌院)
- 帰って来た用心棒 第6話「粟田口の迎撃」（1968年、NET）
- 用心棒シリーズ 俺は用心棒 第12話「暁に染まるころ」（1969年、NET）
- ライオン奥様劇場・影を慕いて（1969年、CX / 歌舞伎座テレビ室） - 玲子
- 連続テレビ小説（NHK総合）
  - 虹（1970年）
  - はね駒（1986年） - 津田梅子
  - 純ちゃんの応援歌（1988年）- 小野あき（ヒロイン純子の母）
- 素浪人 花山大吉 第70話「味方の中に敵がいた」（1970年、NET） - お志乃
- 大忠臣倉（1971年、NET）
- ナショナル劇場（TBS / C.A.L）
  - 水戸黄門
    - 第2部 第1話～第3話、第5話～第10話、第14話（回想シーン）（1970年） - 堀越菊江（お菊）
    - 第4部 第3話「人情榛名おろし -高崎-」（1973年2月5日） - 忍
    - 第25部 第2話「恵みの夫婦海苔 -君津-」（1996年12月16日） - 以祢
    - 第27部 - 殿村久江
      - 第16話「黄門様を探した娘 -久保田-」（1999年7月5日）
      - 第24話「亡霊になって悪退治 -松代-」（1999年8月30日）

    - 1000回記念スペシャル（2003年12月15日） - おその
    - ナショナル劇場50周年記念特別企画スペシャル （2006年3月13日） - 村雨
    - 第40部 第3話「会津剣士、男の生きざま! -会津-」（2009年8月10日） - おふじ
    - 最終回スペシャル （2011年12月19日） - お滝

  - 大岡越前
    - 第1部 - おこう
      - 第18話「復讐の十手」（1970年7月13日）
      - 第22話「黒い罠」（1970年8月10日）

    - 第3部 第16話「殺しの長脇差」（1972年10月2日） - おせい
    - 第15部（1998年 - 1999年） - 笙子
    - ナショナル劇場50周年記念特別企画スペシャル（2006年3月20日） - 月光院

  - 南町奉行事件帖 怒れ!求馬Ⅱ（1999年 - 2000年） - お松
- ポーラテレビ小説（TBS）
  - 吉井川（1972年） - ツタ
  - 白き牡丹に（1982年） - 辻サワ
  - 五度半さん（1985年）
- 怪談 第10話「雪おんな」（1972年、MBS） - 葛野
- 必殺仕置人 第4話「人間のクズやお払い」（1973年、ABC / 松竹） - お仲
- ふりむくな鶴吉　第34話「梅雨の晴れ間」（1975年、NHK総合）
- 大江戸捜査網 （12ch / 三船プロ）
  - 第306話「懐剣返上! 涙の対決」（1977年） - およう
  - 第477話「美人絵に秘めた女地獄の謎」（1981年） - おしず
- 大捜査線 第21話「哀しみの一弾」（1980年、CX）
- 拳骨にくちづけ（1981年、TBS）
- ひまわりの歌（1981年、TBS）
- 木曜ゴールデンドラマ / 非行の罠（1984年、YTV）
- 親戚たち（1985年、CX）
- 嫁と呼ばないで（1986年、CBC）
- 火曜サスペンス劇場（NTV）
  - 京都・女性記者シリーズ（1994年）
  - 1996年殺人捜査」（1996年）
  - 救命救急センターシリーズ（2000年） - 蜂谷婦長
- 愛の劇場（TBS）
  - 天までとどけ6（1997年） - 金子英理子
  - 銀座まんまんなか!（2003年）
- 大河ドラマ（NHK総合）
  - 徳川慶喜（1998年）
  - 葵 徳川三代（2000年） -  京極竜子
- 女同士（2000年、THK）
- こちら第三社会部（2001年、TBS） - 山口和歌子
- こちら本池上署（2002年 - 2005年、TBS） - 奥山ゆり子
- 最後の忠臣蔵（2004年、NHK総合 金曜時代劇）
- 次郎長背負い富士（2006年、NHK総合） - とよ
- 浅草ふくまる旅館 第6話「昔の恋人あらわる」（2007年、TBS）
- 七瀬ふたたび（2008年10月、NHK総合） - 増田尚子
- 土曜ドラマ / 遥かなる絆（2009年4月 - 2009年5月、NHK総合）
- 新選組血風録（2011年4月 - 2011年6月、NHK BSブレミアム） - 豊
- 孤独のグルメ Season2 第8話 （2012年11月28日、テレビ東京）- 大女将 役

### 映画
- 柔旋風（1964年）
- 古都憂愁 姉いもうと（1967年）
- 日本女侠伝 侠客芸者（1969年）
- 信号ばか（1990年）

### バラエティー番組
- ワイドショーWHO（関西テレビ）
- クイズ!脳ベルSHOW（BSフジ）

### CM
- 日本生命 ロングラン（夫・河原崎長一郎と出演、1983年）
- 花王 アタック（1989年）
- サントリー セサミンE（2009年-2021年）、F.A.G.E. エファージュ（2016年～）、オメガエイド（2021年～）、ロコモア（2022年～）